# Nodosaurus textilis
Il nodosauro (Nodosaurus textilis Marsh, 1889) era un dinosauro erbivoro vissuto all'inizio del Cretaceo superiore (Cenomaniano, circa 95 milioni di anni fa); i suoi resti sono stati rinvenuti in quello che oggi è il Wyoming.

## Descrizione

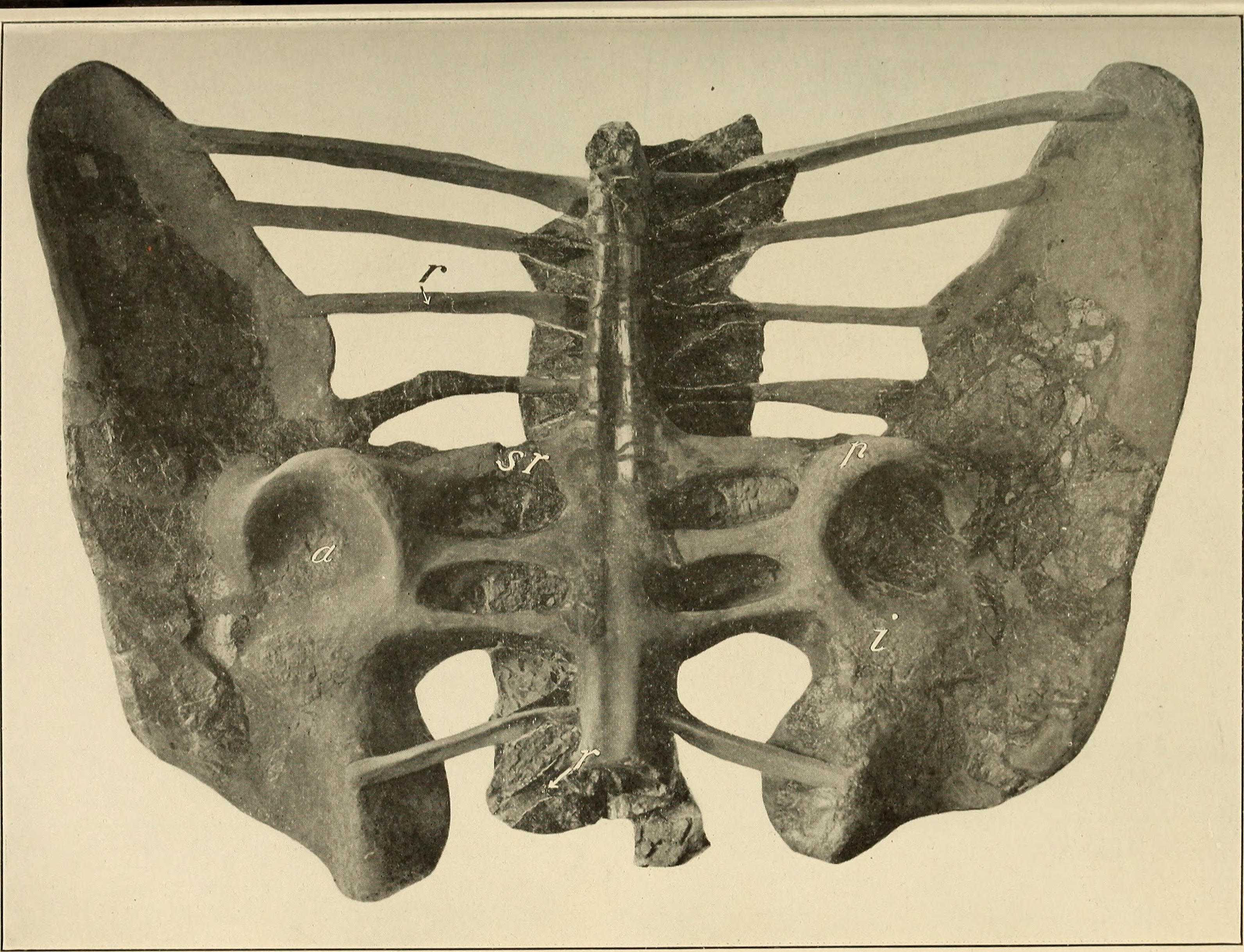
vertebre

Conosciuto attraverso un solo scheletro parziale descritto da Othniel Charles Marsh nel 1889, il nodosauro è però molto noto nella letteratura paleontologica in quanto è l'esemplare che dà il nome alla famiglia dei nodosauridi, ovvero i dinosauri corazzati vissuti principalmente nel Cretaceo sprovvisti di una mazza caudale ma dotati di lunghe spine ai fianchi. Scientificamente il nodosauro è un dinosauro piuttosto oscuro, conosciuto imperfettamente e spesso ricostruito in modo errato: ad esempio, nelle ricostruzioni classiche il nodosauro è sprovvisto delle caratteristiche spine laterali allungate, e anche la corazza stessa sembra "leggera". Il nodosauro, in ogni caso, è caratterizzato da un insolito allungamento delle zampe posteriori e da una particolare "trama" della corazza dorsale. Altre specie spesso attribuite a Nodosaurus, come N. coleii, N. sternbergi e N. landerensis, sono ora ritenute appartenere ad altri generi di nodosauridi o di forme simili.

## Nella cultura di massa
Nel fumetto della DC Comics Jurassic League, ambientato in un universo parallelo preistorico dove appaiono molti celebri personaggi dell'Universo DC reinterpretati come dinosauri e altri animali preistorici antropomorfi, abbiamo un'iterazione del supercriminale Anti-Flash chiamata Reverse-Slash e dall'aspetto di un Nodosaurus antropomorfo.